# 约翰·莫特利·莫尔黑德
约翰·莫特利·莫尔黑德（英語：John Motley Morehead，1796年7月4日—1866年8月27日），是一名美国律师和政治家。1841年至1845年，他曾任第29任北卡罗来纳州州长。他被誉为“现代北卡罗来纳州之父”。

## 早期生涯
莫尔黑德出生于弗吉尼亚州皮茨尔瓦尼亚县，是奥贝德利和约翰·莫尔黑德之子。莫黑德两岁时，随父母搬至北卡罗来纳的罗金汉县。之后，他在格林斯伯勒附近的考德威尔学校继续读书，师从大卫·考德威尔，并考入北卡罗来纳大学教堂山分校。在大学里，他成为辩证法和慈善协会成员。1817年，他完成大学教育顺利毕业。

## 事业
莫尔黑德随后在阿奇博尔德·默菲手下学习法律，并于1819年获得北卡罗来纳州律师资格。他在温特沃斯从事司法工作。1821年，罗金汉县推举他进入北卡罗来纳州众议院担任议员。自1826年开始，北卡罗来纳州的吉尔福德县选民两次选举莫尔黑德代表他们县进入众议院任职。1835年，莫黑德被选为州制宪会议的代表，他在会议上主张按人口分配代表权（这对北卡罗来纳州西部有利，因为那里的奴役人口相对较少）。
1840年，莫尔黑德代表辉格党成功当选北卡罗拉纳州州长，他成为首位在新州议会大厦就职的州长。在他的两任州长任期中，莫尔黑德支持成立新的公立学校系统、拓建铁路干线、改善河道和港口、修建运河和岔路，但由于民主党把控州议会，只有很少的方案获得通过。在他的最后一年任期内，莫尔黑德支持创建了一所聋哑人学校，即后来以他命名的“莫尔黑德州长学校”（Governor Morehead School）。
1845年，在卸任州长后，莫尔黑德返回家乡格林斯伯勒的布兰德伍德公馆，该建筑由纽约市的建筑师亚历山大·杰克逊·戴维斯所设计。在那里，莫尔黑德盛情款待了许多政治家及当地的名流士绅，其中包括多萝西娅·迪克斯。
莫尔黑德还为铁路建设筹集了200万美元的私有资金，该项目最终得到州议会的授权，即后来的北卡罗来纳州铁路。1854年，他担任铁路公司的首任主席。1860年，铁路的终点站莫尔黑德市以他命名。莫雷黑德还在利克维尔建立了一个棉花厂，并在他的母校北卡罗来纳大学教堂山分校的董事会任职。
1858年，莫尔黑德重返北卡罗来纳州众议会。1861年，他代表北卡罗来纳州参加了一次避免美国内战的会议。但随着会议失败和北卡罗来纳州州内的分裂，莫尔黑德曾在邦联国会任职，但对于这一任职确切情况，史学家仍有争议。

## 去世及后事

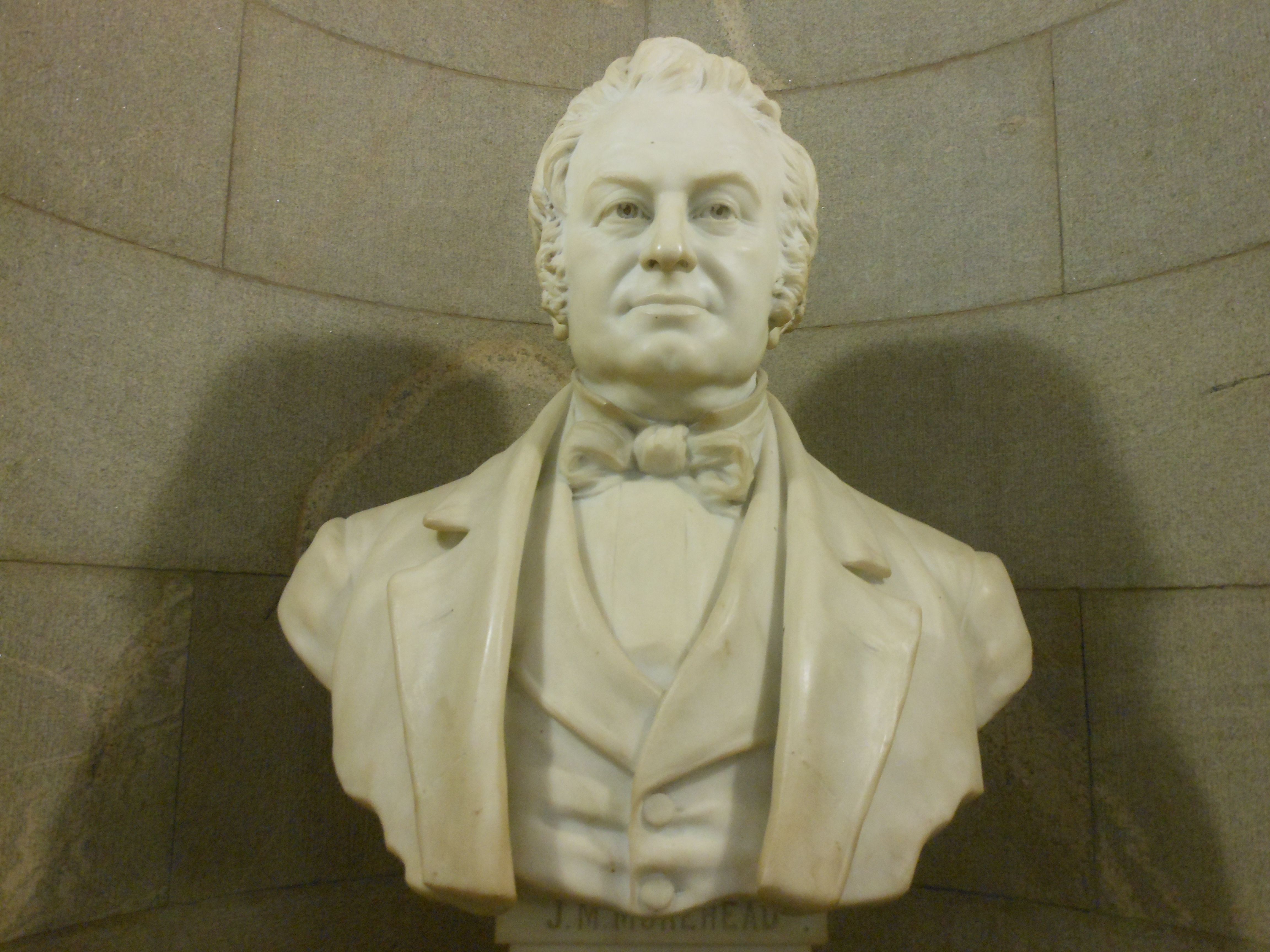
北卡罗来纳州议会大厦中的莫尔黑德半身大理石雕像

1866年，莫尔黑德在弗吉尼亚州的罗克布里奇泉去世。死后葬于格林斯伯勒的格林斯伯勒历史博物馆的第一长老会教堂。
他的孙子约翰·莫特利·莫尔黑德三世曾于1930年至1933年出任美国驻瑞典大使，后将1.3亿美元遗赠给北卡罗来纳大学，委托建造该大学的天文馆，并资助成立约翰·莫特利·莫瑞德基金会（John Motley Morehead Foundation）。他的外孙女莉莉·莫尔黑德·梅贝恩因在第一次世界大战后的救灾工作而获得法国和塞尔维亚政府的嘉奖，后来她返回北卡罗来纳州，担任州议会的两届议员。